# Nyceryx furtadoi
Nyceryx furtadoi is een vlinder uit de familie van de pijlstaarten (Sphingidae). De wetenschappelijke naam van de soort werd in 1996 gepubliceerd door Haxaire.